# Walpole (condado de Norfolk)
Walpole es un lugar designado por el censo ubicado en el condado de Norfolk en el estado estadounidense de Massachusetts. En el Censo de 2010 tenía una población de 5.918 habitantes y una densidad poblacional de 783,32 personas por km².

## Geografía
Walpole se encuentra ubicado en las coordenadas 42°8′2″N 71°14′25″O / 42.13389, -71.24028. Según la Oficina del Censo de los Estados Unidos, Walpole tiene una superficie total de 7.55 km², de la cual 7.27 km² corresponden a tierra firme y (3.81%) 0.29 km² es agua.

## Demografía
Según el censo de 2010, había 5.918 personas residiendo en Walpole. La densidad de población era de 783,32 hab./km². De los 5.918 habitantes, Walpole estaba compuesto por el 93.82% blancos, el 1.45% eran afroamericanos, el 0.07% eran amerindios, el 3.11% eran asiáticos, el 0% eran isleños del Pacífico, el 0.61% eran de otras razas y el 0.95% pertenecían a dos o más razas. Del total de la población el 2.03% eran hispanos o latinos de cualquier raza.